# جو ريبيا
جوزيف «جو» ريبيا (بالإنجليزية: Joseph "Joe" Repya)‏ (مواليد 1946) سياسي وعضو في حزب استقلال مينيسوتا ومقدم متقاعد من القوات البرية للولايات المتحدة.
كان ريبيا بمثابة قائد فصيلة في سلاح المشاة خلال حرب فيتنام من 1970 إلى 1971. عمل في وقت لاحق كطيار لمروحية خلال عملية درع الصحراء / وعملية عاصفة الصحراء من 1990 إلى 1991. بعد التقاعد عاد ريبيا إلى الخدمة الفعلية من عام 2004 إلى عام 2006 في عمر 59 عاما وخدم في بغداد بالعراق في عملية حرية العراق في عام 2005.
كان ريبيا نشط في سياسة مينيسوتا لبعض الوقت. في عام 2003 وزع 30,000 شعار لدعم الجنود ونظم مظاهرات لدعم الجيش الأمريكي. عمل كمندوب من مينيسوتا إلى المؤتمر الوطني للجمهوريين في عامي 2004 و2008 وفي عام 2007 لم ينجح في رئاسة حزب مينيسوتا الجمهوري. غادر الحزب في يونيو 2009 قائلا إن الحزب أصبح «مختلا». كان مرشح حزب استقلال مينيسوتا لمنصب حاكم مينيسوتا في عام 2010 ولكنه سحب ترشيحه قبل بداية الانتخابات.
ريبيا متزوج من المحامية ديب ولهما ابنتان وحفيدة واحدة.